# Sara Gama
Sara Gama, née le 27 mars 1989 à Trieste, est une joueuse de football internationale  italienne évoluant au poste de défenseur à la Juventus FC. Elle est la capitaine de l'équipe d'Italie lors de la Coupe du monde 2019 en France.

## Biographie
Elle évolue de 2006 à 2009 à  l'UPC Tavagnacco, de 2009 à 2012 à Chiasiellis, de 2012 à 2013 à Brescia.
Alors qu'elle est capitaine des U19 italiennes, elle remporte l'Euro 2008 organisé en France.
Elle participe avec l'équipe d'Italie à trois championnats d'Europe, en 2009, 2013 et 2017. Elle est quart de finaliste de l'Euro en 2009 et 2013. 
En 2019, elle fait partie des 23 joueuses retenues afin de participer à la Coupe du monde organisée en France où elle porte le brassard de capitaine de la Nazionale  femminile.

## Palmarès
- Vainqueur du championnat d'Europe des moins de 19 ans en 2008 avec l'équipe d'Italie des moins de 19 ans
- Championne d'Italie en 2016 avec Brescia ; en 2018 et 2019 avec la Juventus
- Vice-championne d'Italie en 2017 avec Brescia
- Vice-championne de France en 2014 et 2015 avec le Paris SG
- Vainqueur de la Coupe d'Italie en 2016 avec Brescia ; en 2019 avec la Juventus
- Finaliste de la Coupe de France en 2014 avec le Paris SG
- Vainqueur de la Supercoupe d'Italie en 2016 avec Brescia